# Wilhelminenhof (Rochau)
Wilhelminenhof ist ein Wohnplatz im Ortsteil Rochau der Gemeinde Rochau im Landkreis Stendal, Sachsen-Anhalt.

## Geografie
Die Siedlung Wilhelminenhof liegt drei Kilometer südwestlich von Rochau und am Speckgraben.
Nachbarorte sind Schartau im Nordwesten, Rochau im Nordosten, Schinne im Südosten und Grassau im Südwesten.

## Geschichte
Der Ort wird erstmals im Jahre 1868 in einer Gebäudesteuerveranlagung als Wohnplatz von Rochau erwähnt. Nur im Jahre 1873 gehörte das Vorwerk Wilhelminenhof zum Gutsbezirk Schinne.

### Einwohnerentwicklung
| Jahr      | 1871 | 1885 | 1895 | 1905 |
| Einwohner | 22   | 25   | 19   | 3    |